# Giuseppe Savoldi
Giuseppe Savoldi (Gorlago, Provincia de Bérgamo, Italia, 21 de enero de 1947), conocido como Beppe Savoldi, es un exfutbolista italiano. Jugaba de delantero centro y actualmente es comentarista deportivo en la televisión por satélite SKY Italia. Es hermano del también futbolista Gianluigi, recientemente fallecido, y padre de Gianluca Savoldi, que actualmente juega de delantero en el Colligiana.

## Trayectoria
Debutó en la Atalanta BC de Bérgamo. Desde 1968 a 1975 jugó en el Bolonia, con el que consiguió dos Copas de Italia (1969/70 y 1973/74), una Anglo-Italian League Cup (1970) y el título de Capocannoniere (campeón goleador) de la Serie A italiana en la temporada 1972/73, ex aequo con jugadores de nivel como Rivera y Pulici.
En 1975 Savoldi fichó por el Napoli por la cifra récord, hasta ese momento en Italia, de 2 mil millones de liras (de aquí el apodo de "Mister due miliardi"); en Nápoles jugó cuatro temporadas, marcando 55 goles en 118 partidos y ganando una Copa de Italia (1975/76) y una Anglo-Italian League Cup (1976).
En 1979 volvió al Bologna, pero el año siguiente estuvo implicado en un escándalo de apuestas ilegales, conocido en Italia como "Totonero", y fue suspendido por dos años. En 1982/83 jugó una última temporada con la Atalanta, antes de retirarse.

## Selección nacional
Ha sido internacional con la Selección italiana, participando en 4 partidos y marcando 1 gol contra Grecia.

## Clubes
| Club        | País       | Año       |
| ----------- | ---------- | --------- |
| Atalanta BC | Italia     | 1965-1968 |
| Bolonia FC  | Italia     | 1968-1975 |
| SSC Napoli  | Italia     | 1975-1979 |
| Bolonia FC  | Italia     | 1979-1980 |
| Suspendido  | Suspendido | 1980-1982 |
| Atalanta BC | Italia     | 1982-1983 |

## Palmarés

### Campeonatos nacionales
| Título                   | Club       | País   | Año       |
| ------------------------ | ---------- | ------ | --------- |
| Copa de Italia           | Bolonia FC | Italia | 1969-1970 |
| Anglo-Italian League Cup | Bolonia FC | Italia | 1970      |
| Copa de Italia           | Bolonia FC | Italia | 1973-1974 |
| Copa de Italia           | SSC Napoli | Italia | 1975-1976 |
| Anglo-Italian League Cup | SSC Napoli | Italia | 1976      |

### Distinciones individuales
| Distinción                   | Año     |
| ---------------------------- | ------- |
| Capocannoniere de la Serie A | 1972-73 |